# سارواش
شهر سارواش(به مجاری: Szarvas) در بیکیش در کشور مجارستان واقع شده‌است. جمعیت این شهر ۱۸٫۰۷۷ نفر است.

## نگارخانه

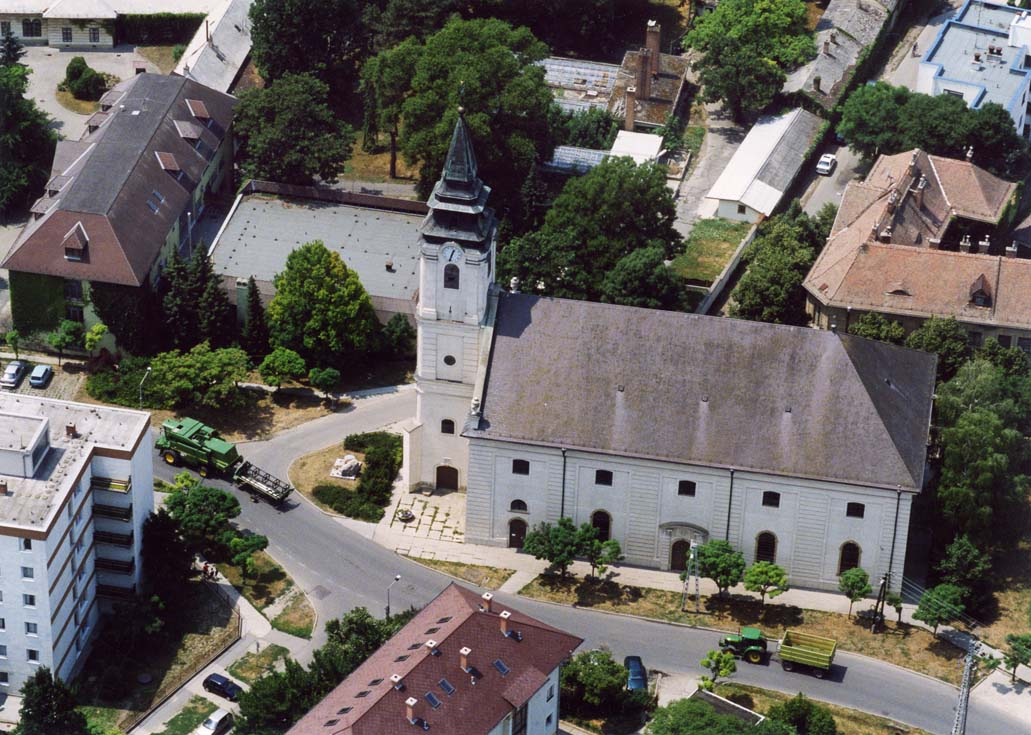
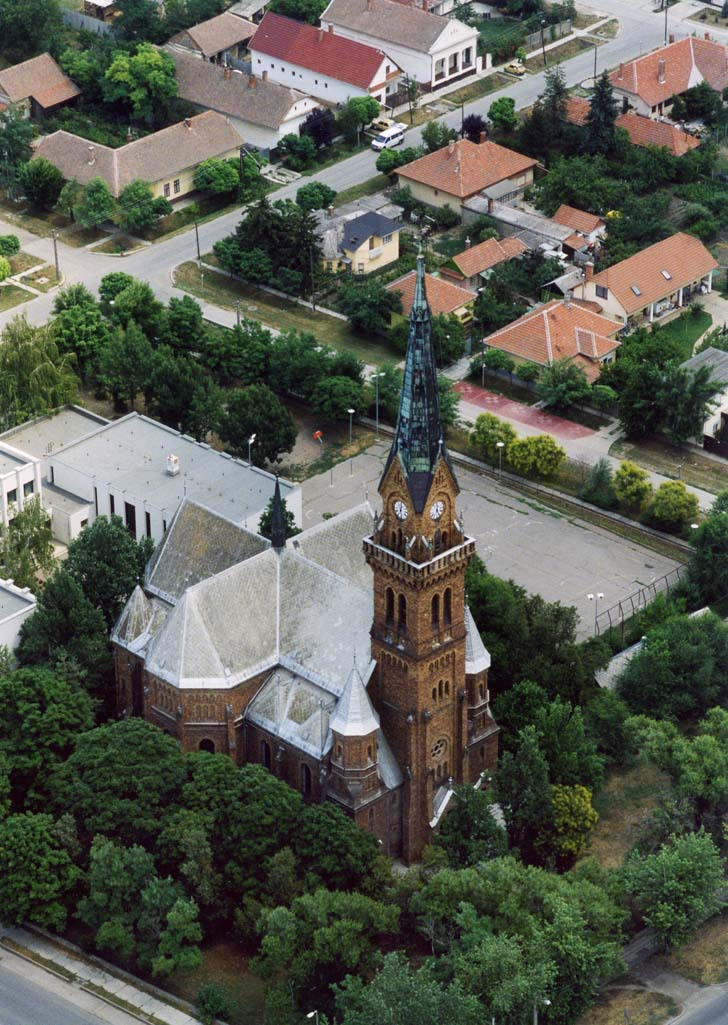